# Caatinganthus
Caatinganthus är ett släkte av korgblommiga växter. Caatinganthus ingår i familjen korgblommiga växter.
Kladogram enligt Catalogue of Life:
| Caatinganthus | \| \| Caatinganthus harleyi \| \| \| \| \| \| Caatinganthus rubropappus \| \| \| \| |
|               | \| \| Caatinganthus harleyi \| \| \| \| \| \| Caatinganthus rubropappus \| \| \| \| |
|               | Caatinganthus harleyi                                                               |
|               |                                                                                     |
|               | Caatinganthus rubropappus                                                           |
|               |                                                                                     |